# Benedictinas de Santa Batilda
La Congregación de Hermanas Benedictinas de Santa Batilda (oficialmente en francés: Congregation des Sœurs Bénédictines de Sainte-Bathilde) es una congregación religiosa católica femenina de vida apostólica y de derecho pontificio, fundada por el monje benedictino Jean-Martial Besse, en la Abadía de Notre Dame de Jouarre (Francia), en 1921. A las religiosas de este instituto se les conoce como benedictinas de Santa Batilda.

## Historia

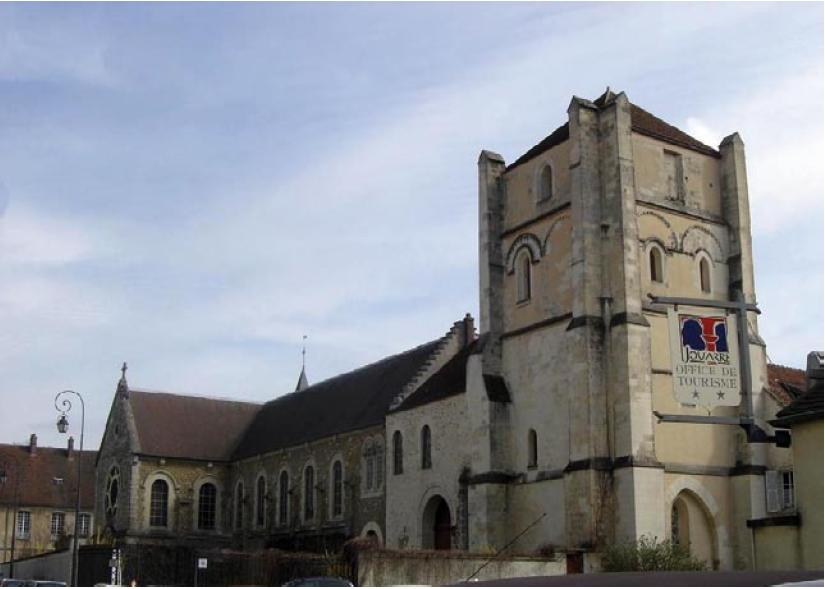
Abadía de Notre Dame de Jouarre (Francia), donde profesaron las primeras monjas benedictinas de Santa Batilda, en 1921.

La congregación fue fundada por el monje benedictino francés Jean-Martial Besse, procedente de la Abadía de Liguye, con la ayuda de Marguerite Waddington-Delmas e Gabrielle Richard, quienes profesaron como religiosas, en 1921, en la Abbazia di Notre-Dame de Jouarre. Las religiosas cambiaron el nombre por el de Benedicta y Escolástica, respectivamente, en honor de los fundadores de las monjas benedictinas. El ideal de las primeras monjas de este instituto, era vivir una vida similar a la de los monjes benedictinos, es decir, tener contacto con el mundo de la cultura y con la sociedad en general, manteniendo una clausura abierta, sin abandonar por ello la vida contemplativa. La primera comunidad de esta congregación fue fundada en París y recibió la aprobación diocesana en 1926, con el nombre de Oblatas Misioneras de San Benito. Más tarde, con la aprobación pontifica, cambiaron el nombre por el de Hermanas Benedicitnas de Santa Batilda.
Con la promulgación de la Rerum Ecclesiae, las benedictinas de Santa Batilda se abrieron a la fundación de monasterios en lugares de misión. Así surgieron las comunidades de Madagascar (1934), Vietnam (1964) y Dahomey (1966).

## Organización
La Congregación de Hermanas Benedictinas de Santa Batilda es un instituto religioso pontificio centralizado, cuyo gobierno es ejercido por la superiora general, conocida con el nombre de priora general, y su función es la de establecer nuevos monasterios y coordinar los ya existentes, velando por que no les falte nada en lo espiritual y en lo material. Aun así, cada comunidad mantiene su autonomía, nombrando una priora por cada monasterio y teniendo la posibilidad de aceptar novicias para sí mismos. El priorato general se encuentra en Vanves (Francia).
Las benedictinas de Santa Batilda se dedican a la vida monástica, sin embargo sus monasterios están siempre abiertos, es decir no observan la clausura papal. Las monjas viven según la Regla de san Benito y usan un hábito de color gris. En 2015, el instituto contaba con unas 205 monjas y 9 monasterios, presentes en Benín, Francia, Madagascar y Vietnam.